# 4474 Proust
A 4474 Proust (ideiglenes jelöléssel 1981 QZ2) a Naprendszer kisbolygóövében található aszteroida. Henri Debehogne fedezte fel 1981. augusztus 24-én.